# Dar Zuzovsky

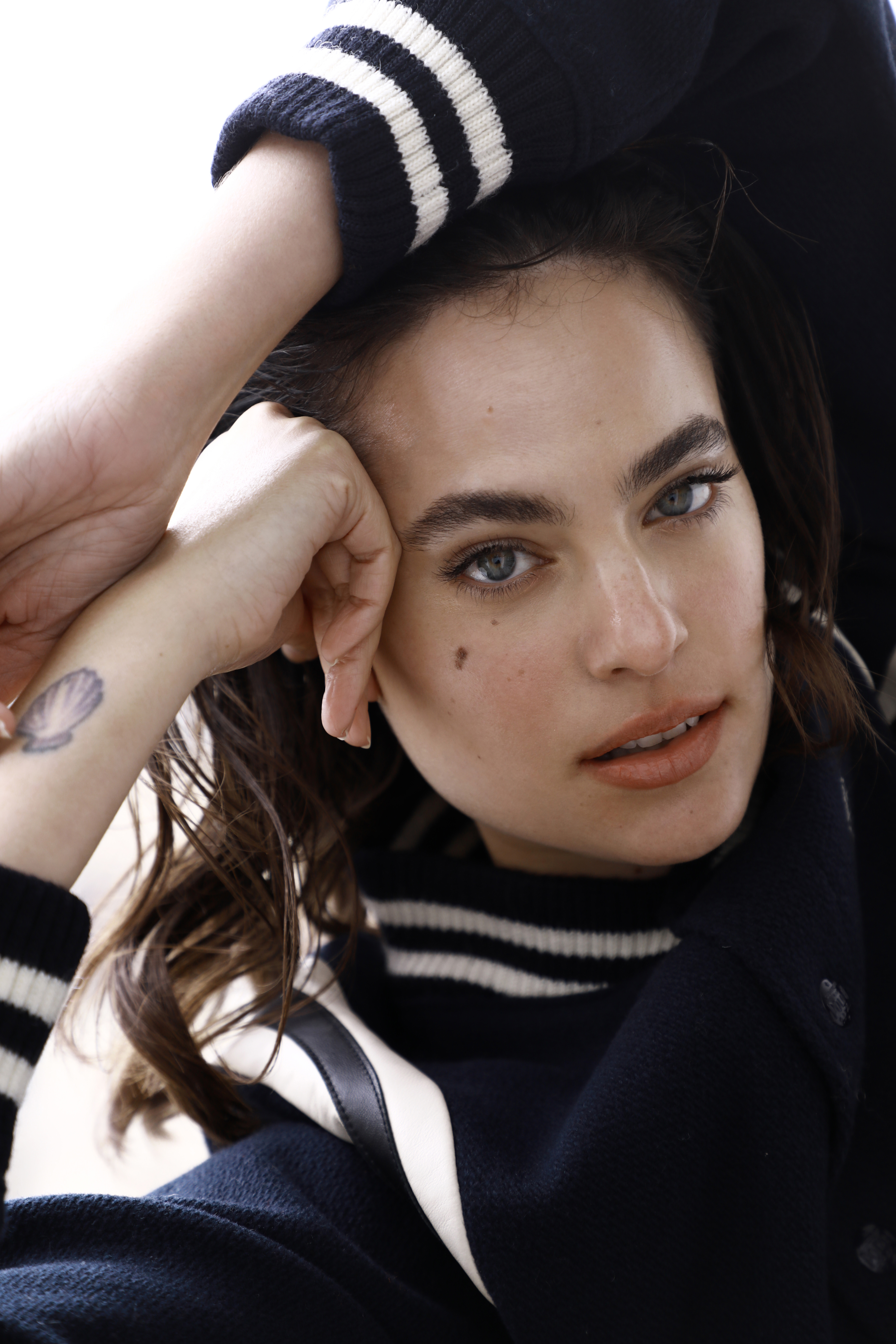
Dar Zuzovsky

Dar Zuzovsky (hebräisch דר זוזובסקי; * 24. Februar 1991 in Tel Aviv, Israel) ist eine israelische Schauspielerin, die auch als Model arbeitet.

## Leben und Karriere
Zuzovsky wurde am 24. Februar 1991 in Tel Aviv als Tochter von aschkenasischen Juden geboren. Sie wuchs zusammen mit ihrem jüngeren Bruder in der Nachbarstadt Ramat HaScharon auf. Zuzovsky meldete sich freiwillig für das Dienstjahr in der Armee als Berater in einem Internat für gefährdete Jugendliche. In dieser Zeit ließen sich ihre Eltern scheiden.
Anschließend wurde sie als Soldatin in die Israelischen Streitkräfte eingezogen. Sie begann im Alter von 15 Jahren mit dem Modeln. Als Model trat Zuzovsky in Werbekampagnen für Urban Outfitters, Samsung, Sephora und erschien 2014 in einer zehnseitigen Doppelseite für das italienische Cosmopolitan. Im Jahr 2016 wurde sie Repräsentantin von Castro, Israels größtem Modeunternehmen. 2018 spielte sie in dem Film Papa mit. 2021 wurde sie für den Film The Survivor gecastet.

## Privates
Von 2014 bis 2016 Zuzovsky mit dem israelischen Schauspieler und Musiker Lee Biran verheiratet. Im selben Jahr datete sie kurzzeitig den israelischen Musiker Asaf Avidan.

## Filmografie
Filme
- 2015: Ibiza
- 2018: Papa
- 2021: The Survivor
- 2023: The Future
- 2023: Checkout

Serien
- 2012: New York
- 2012: Ha-Hamama
- 2013: Bnei Aruba
- 2015: Plan B
- 2013–2016: Scarred
- 2017: Die Schöne und der Bäcker (Lihyot Ita)
- 2018–2019: PMTA
- 2019: Punch
- 2021: Tzafoof
- 2023: Corduroy
- 2023: The Malevolent Bride